# Хатыма
Хатыма́ (также Хатыми, Хатымы, Хатами; якут. Хатыма) — река в Нерюнгринском районе Якутии, левый приток Тимптона. Длина реки — 156 км (218 км от истока ручья Правая Хатыма). Площадь водосборного бассейна — 4440 км².
Река образуется слиянием рек Большая Хатыма и Малая Хатыма на южных склонах Западных Янг в Алданском нагорье на высоте более 900 м над уровнем моря. В верховьях течёт преимущественно на юго-восток по лиственнично-сосновому редколесью. После впадения притока Себегили-Чыбагалах поворачивает на северо-восток. Впадает в Тимптон по левому берегу на отметке ниже 519 м над уровнем моря, в 247 км от устья Тимптона. Ширина перед устьем — 41 м при глубине 1 м; скорость течения в низовьях составляет 1,1 м/с. В бассейне реки насчитывается около 300 озер. Замерзает в начале октября, вскрывается в первой половине мая. Населённые пункты на реке отсутствуют.

## Основные притоки
Указаны притоки длиной 30 км и более
| Название       | Расстояние от устья | Длина | Положение |
| -------------- | ------------------- | ----- | --------- |
| Леглегер       | 23                  | 44    | левый     |
| Улахан-Муркугу | 141                 | 33    | левый     |
| Большая Хатыма | 156                 | 40    | левый     |
| Малая Хатыма   | 156                 | 38    | правый    |

## Данные водного реестра
По данным государственного водного реестра России и геоинформационной системы водохозяйственного районирования территории РФ, подготовленной Федеральным агентством водных ресурсов:
- Бассейновый округ — Ленский
- Речной бассейн — Лена
- Речной подбассейн — Алдан
- Водохозяйственный участок — Алдан от водомерного поста города Томмот до впадения реки Учур
- Код водного объекта — 18030600212117300005343